# Rosa da Fonseca (Schiff)
Die Rosa da Fonseca war ein Passagierschiff der brasilianischen Companhia Nacional de Navaegacao Costeira, das 1962 in Dienst gestellt wurde. Das Schiff wechselte in seiner Dienstzeit mehrfach den Namen und Besitzer, ehe es 1998 als Athirah in Indien abgewrackt wurde.

## Geschichte
Die Rosa da Fonseca wurde unter der Baunummer 169 bei Brodosplit in Split gebaut und am 29. Dezember 1961 vom Stapel gelassen. Nach der Übernahme durch die Companhia Nacional de Navaegacao Costeira am 28. Oktober 1962 wurde sie im November auf der Strecke von Manaus über den Amazonas nach Buenos Aires in Dienst gestellt.
Nach dreizehn Jahren im Liniendienst in brasilianischen Gewässern ging das Schiff 1975 unter dem neuen Namen Seven Seas an Cosmos Passenger Service mit Sitz in Panama, um ab August unter Charter der japanischen Mitsui O.S.K. Lines auf der Strecke von Yokohama nach Hawaii in Dienst gestellt zu werden. Nach zwei Jahren im Dienst kaufte Mitsui O.S.K. das Schiff 1977 von Cosmos Passenger Service und taufte es in Nippon Maru um.
1991 wurde die Nippon Maru nach weiteren vierzehn Dienstjahren als Athirah nach Indonesien verkauft und dort weiter im Liniendienst eingesetzt. 1998 wurde das 36 Jahre alte Schiff ausgemustert und zum Abbruch ins indische Kalkutta verkauft, wo es am 2. März 1998 eintraf.
Das Schwesterschiff der Rosa da Fonseca war die als Anna Nery gebaute Salamis Glory, die noch bis 2009 als Kreuzfahrtschiff in Fahrt blieb und anschließend im indischen Alang abgewrackt wurde.